# 长梗梅
长梗梅（學名：Prunus mume var. cernua）为梅的一个变种。

## 扩展阅读
- 維基物種上的相關：长梗梅